# Лопян
Лопя́н (болг. Лопян) — село в Софійській області Болгарії. Входить до складу общини Єтрополе.

## Населення
За даними перепису населення 2011 року у селі проживали 448 осіб.
Національний склад населення села:
| Національність   | Кількість осіб | Відсоток |
| ---------------- | -------------- | -------- |
| болгари          | 432            | 98,6%    |
| інша             | 4              | 0,9%     |
| Всього відповіли | 438            |          |

Розподіл населення за віком у 2011 році:
Динаміка населення: